# Phodas "C"
Phodas "C" é o álbum de estreia do cantor brasileiro  Leo Jaime. Lançado em 1983 após sua saída do João Penca e Seus Miquinhos Amestrados.
Muito polêmico à época de seu lançamento, por conta de seu título, vetado pela censura; porém o disco não atingiu uma vendagem satisfatória.
Produzido pelo produtor português Joni Galvão, o LP foi vetado em dezembro daquele Ano. Só liberado em março de 1984, chegou lacrado às lojas com a mensagem: “Proibido para menores de 18 anos”. A canção 'Sônia' foi proibida de tocar nas rádios.
O título do álbum fazia piada com a linha de navios Eugenio C.
O álbum, bem irônico em suas letras e versos, fazia referência a repressão. Sua versão para “Rock and Roll Music”, de Chuck Berry, foi a que mais trilhou por esses caminhos.
Uma época em que o Brasil ainda vivia com Ditadura Militar e a repercussão de uma doença recém descoberta chamada AIDS, esses eram os principais temas do álbum, além de sexo. A faixa 'Aids', que tratava com um ton irônico sobre a doença, deixava claro seus vestígios do rock cômico que interpretava no João Penca.
Mais de trinta anos mais tarde, 'Sônia', que ninguém conheceu pelo rádio, é uma das músicas mais pedidas em seus shows.

## Faixas
1 Rock 'N' Roll (Rock and Roll Music)
2 Sem Ilusões
3 Ora Bolas!
4 Volta Pra Mim!
5 Vem Ficar Comigo
6 É, Eu Sei
7 Aids
8 Sonia (Sunny)
9 Já Foi Papai